# Nothing,Nowhere
Joseph Edward Mulherin, detto Joe, noto anche con lo pseudonimo di nothing,nowhere. (Foxborough, 4 giugno 1992), è un rapper, cantautore, compositore e produttore discografico statunitense.

## Biografia
Mulherin è nato e cresciuto a Foxborough, nel Massachusetts, e ha passato le estati ad Hyde Park, nel Vermont. Ha frequentato la Igo Elementary School e Ahern Middle School. Successivamente è andato alla Foxborough High School dove ha studiato progettazione digitale.

## Carriera
L'origine del nome "nothing,nowhere." è nato da una ispirazione di Mulherin dedotta da una lezione del filosofo Alan Watts sul concetto del "Nulla" e su quanto esso possa essere fecondo.
Nel 2015, Mulherin ha iniziato a caricare canzoni su SoundCloud sotto lo pseudonimo nothing,nowhere. Nel giugno di quell'anno, ha pubblicato il suo album di debutto intitolato The Nothing,Nowhere LP su Bandcamp. Il 20 ottobre 2017, dopo aver pubblicato due EP intitolati Bummer e Who Are You prodotti da Oilcolor, ha pubblicato il suo debutto commerciale Reaper, album emo rap basato sulla chitarra che il New York Times ha definito "uno degli album pop più promettenti dell'anno". Ha prodotto l'album con Erik Ron e Jay Vee. La traccia Hopes Up include le voci di Chris Carrabba dei Dashboard Confessional, mentre la traccia REM include il rapper Lil West. Jon Caramanica, critico musicale del New York Times, ha elencato Reaper come il suo primo album del 2017.
Il 16 febbraio 2018 è stato confermato che Mulherin firmò per l'etichetta discografica Fueled by Ramen quando pubblicò il video musicale di Ruiner, la title track del suo terzo album in studio, poi pubblicato il 13 aprile 2018. Nel marzo 2018, Mulherin cancellò il suo tour a causa di laringite cronica e emorragia alle corde vocali, inclusa la sua prima esibizione europea a Londra.
Dal 19 ottobre al 9 novembre 2018, Mulherin si è esibito in tour da headliner in Europa.
Nel 2021 esce il suo quarto album in studio, Trauma Factory, ricco di sperimentazioni musicali e con il quale Nothing,Nowhere si avvicina ancora di più a sottogeneri rock e punk. Nel 2022 collabora con i Sum 41 a una nuova versione del singolo Catching Fire.
Nel 2023 pubblica il suo quinto album in studio Void Eternal, nel quale si approccia a nuovi generi quali metalcore e nu metal.

### Progetti paralleli
In passato, Mulherin ha avuto diversi alias al di fuori di nothing,nowhere., tra cui: never,forever, TRAU CHOI e Lil Tofu. never,forever è stato un piccolo progetto parallelo che Mulherin ha pubblicato su SoundCloud. TRAU CHOI è stata una band di nothing,nowhere. e altri artisti associati che ha rilasciato solo una demo nel 2014 e un omonimo di 5 tracce su Bandcamp nel 2016. Lil Tofu era una parodia dello stereotipo dei rapper e della cultura emo di Soundcloud.

## Discografia

### Album in studio
- 2015 – The Nothing,Nowhere LP
- 2015 - Bummer
- 2017 – Reaper
- 2018 – Ruiner
- 2021 – Trauma Factory
- 2023 – Void Eternal
- 2024 - Dark Magic
- 2024 – Hell or Highwater
- 2024 - Miserymaker
- 2024 - Cult Classic

### Album remix
- 2020 – One Takes - Vol. 1

### Album dal vivo
- 2021 – Trauma Factory Live

### EP
- 2013 -– never,forever. (come never,forever.)
- 2016 – Who Are You?
- 2019 – BLOODLUST